# Герметичність
Гермети́чність або непроникність — властивість конструкції чи матеріалу перешкоджати проникненню крізь них газу, рідини або пари.
Властивість непроникності, переважно стосується оболонкових корпусів або окремих з'єднань і завданням її, є перешкоджання рідинному (газовому) обміну між середовищами, які вони розділяють. Герметичність дуже часто є умовою працездатності багатьох систем, апаратів чи приладів.

## Походження терміна
Походження терміна бере початок від імені Гермеса Трисмегіста (грец. Ἑρμῆς ὁ Τρισμέγιστος) — бога у елліністичному Єгипті, який сполучав у собі риси грецького бога Гермеса та єгипетського Тота. Гермесу Трисмегісту приписується авторство герметичної, себто окультної, літератури, доступної тільки для втаємничених. Пізніше поняття герметичної літератури та філософії, зробилось синонімом алхімії, що намагалася відкрити таємницю перетворення дешевих металів на дороге золото та знайти еліксир життя. З огляду на те, що непроникна література була зрозуміла тільки втаємниченим, вважалося, що скарби знання в них вкладені, Гермес Трисмегіст убезпечив від ока профана магічними печатками. Тому слово «герметичність» почало означати — щільно замкнений, а «герметизм» — таємну науку, викладену в тих непроникних книжках.

## Характеристики герметичності
Герметичність оболонки або защільника характеризується кількістю речовини, що перетікає крізь них за одиницю часу, і вимірюється для рідини в м3/с, л/с або г/с, а для газів і пари — у г/с або в м3·Па/с (л·мм рт. ст./с).
Непроникними вважаються оболонки, защільники, з'єднання — газовий або рідинний обмін через які, не перевищує допустимого.
Вимоги до ступеня непроникності (допустимого обміну) апаратури чи її вузлів визначаються виходячи з умов забезпечення нормального перебігу робочого процесу, для якого здійснюється герметизація, а самою герметичністю визначається надійність і довговічність експлуатації обладнання.
Герметичність — важлива властивість, яку треба враховувати під час проєктування непроникних об'єктів, призначених для тривалого зберігання і використання. Для цього розрахунковим шляхом встановлюють ймовірний проміжок часу, протягом якого за заданих умов експлуатації (перепаді тиску, температурі, навантаженні тощо) крізь окремі складові або через всю оболонку проникає рідина або газ у кількостях, здатних вивести з ладу об'єкт герметизації.

## Причини порушення непроникності
Причинами порушення герметичності, може бути проникність матеріалу оболонки або з'єднання із защільником, що враховується при конструюванні, або наскрізні дефекти (витоки) в структурі матеріалу або з'єднання, які виявляють засобами виявлення витоків. Причинами появи дефектів можуть виступати: знос поверхонь защільників, порушення режимів експлуатації, пошкодження та руйнування елементів конструкцій в процесі тривалої експлуатації тощо.

## Області використання
Непроникними повинні бути корпуси літальних апаратів в авіації і космонавтиці, корпуси підводних човнів, скафандри космонавтів і водолазів, кесонні камери тощо.
Висока непроникність потрібна для підтримання надвисокого вакууму в термоядерних установках, прискорювачах заряджених частинок, імітаторах космічного простору. Нормальній роботі таких систем, можуть завадити навіть дуже малі перетоки, як 10—7−10—8 л·мм рт. ст./с. Ще жорсткіші вимоги ставляться до непроникності корпусів електровакуумних і газонаповнених малогабаритних приладів, в об'ємах яких під час тривалого зберігання чи у ході експлуатації, не повинно відбуватися помітної зміни тиску або складу газового середовища. Наприклад, для підтримання робочого тиску в електровакуумному приладі (за відсутності гетера) об'ємом 100 см3 протягом року зберігання, перетоки в його оболонці не повинні перевищувати 3·10—12 л·мм рт. ст./с
Важливу роль відіграє герметичність нафтових і газових свердловин при:
- бурінні їх до покладів з високим пластовим тиском;
- розкритті нафтових пластів, коли є небезпека викиду чи відкритого фонтанування;
- експлуатації нафтових і газових родовищ, щоб уникнути витоку корисної копалини від місця її видобутку до пунктів переробки.

Дотримання непроникності потрібне для здійснення багатьох технологічних процесів у хімічній, харчовій, фармацевтичній, переробній та інших галузях промисловості, коли необхідними є підтримання високого тиску, вакууму або стерильності виробництва. Герметизують промислове обладнання та прилади, що зазнають дії вологи, газів, пилу, бруду, агресивних хімічних середовищ, або прилади, що створюють радіоактивне випромінення. Якщо у виробничих приміщеннях потрібно забезпечити суворі кліматичні та санітарно-гігієнічні режими, будують герметичні виробничі будівлі.
Непроникність захисних костюмів, відіграє вирішальну роль для захисту людей або тварин в медичних закладах чи на шкідливих виробництвах, наприклад під час поводження з вірусами або наноматеріалами.